# Nickelodeon Kids’ Choice Awards 2015

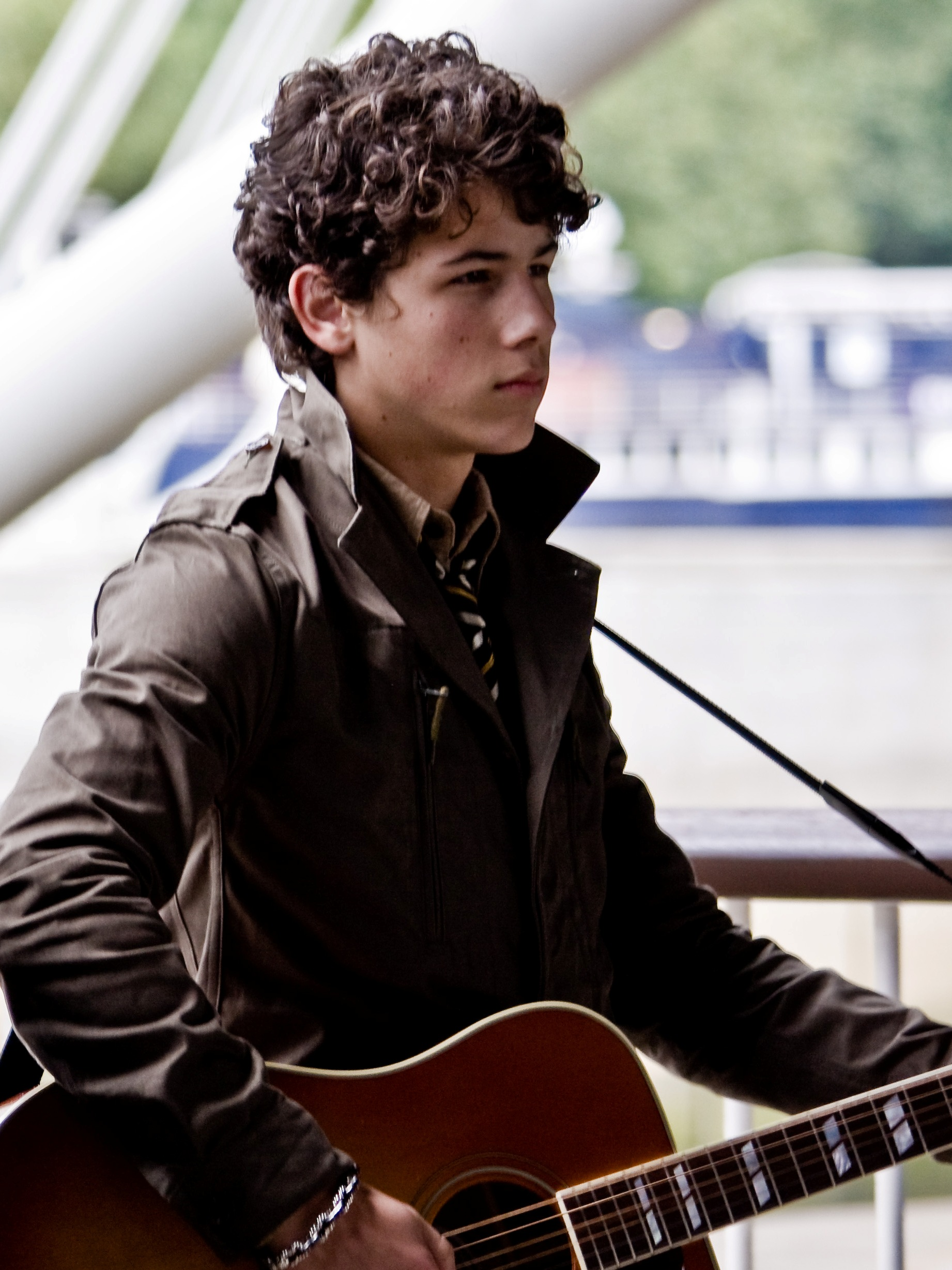
Moderator Nick Jonas

Die Nickelodeon Kids’ Choice Awards 2015 fanden am 28. März 2015 im Galen Center der University of Southern California in Los Angeles statt. Es war die 28. Verleihung der „Blimp“-Trophäen seit der ersten Verleihung unter dem Namen The Big Ballot im Jahr 1987. Moderiert wurde die Show von dem US-amerikanischen Schauspieler Nick Jonas. Im deutschsprachigen Raum wurde die Sendung einen Tag später bei Nickelodeon ausgestrahlt. Für Deutschland berichteten wie das Jahr zuvor die beiden Moderatoren von Nickelodeon Alaaarm, Laura Garde und Sascha Quade.

## Live-Auftritte
- Nick Jonas mit Chains und Jealous
- Iggy Azalea und Jennifer Hudson mit Trouble
- 5 Seconds of Summer mit What I Like About You

## Kategorien
Die Gewinner sind fett angegeben.

### Fernsehen
| Lieblings-TV-Serie - Austin & Ally - Hund mit Blog - Emma, einfach magisch! - Henry Danger - Jessie - Nicky, Ricky, Dicky & Dawn - Marvel’s Agents of S.H.I.E.L.D. - The Big Bang Theory - The Flash - Gotham - Modern Family - Once Upon a Time – Es war einmal … Lieblings-TV-Schauspielerin - Chloe Bennet - Debby Ryan - Jennifer Morrison - Kaley Cuoco - Kira Kosarin - Laura Marano Lieblings-TV-Schauspieler - Benjamin Flores junior - Charlie McDermott - Grant Gustin - Jack Griffo - Jim Parsons - Ross Lynch | Lieblings-Cartoon - Cosmo & Wanda – Wenn Elfen helfen - Adventure Time – Abenteuerzeit mit Finn und Jake - Phineas und Ferb - SpongeBob Schwammkopf - Teenage Mutant Ninja Turtles - Teen Titans Go! |

### Film
| Lieblings-Kinofilm - The Amazing Spider-Man 2: Rise of Electro - Guardians of the Galaxy - Die Tribute von Panem – Mockingjay Teil 1 - Maleficent – Die dunkle Fee - Teenage Mutant Ninja Turtles - Transformers: Ära des Untergangs Lieblings-Schauspielerin - Angelina Jolie - Cameron Diaz - Elle Fanning - Emma Stone - Jennifer Garner - Megan Fox Lieblings-Schauspieler - Ben Stiller - Hugh Jackman - Jamie Foxx - Mark Wahlberg - Steve Carell - Will Arnett | Lieblings-Animationsfilm - Baymax – Riesiges Robowabohu - Drachenzähmen leicht gemacht 2 - The LEGO Movie - Die Pinguine aus Madagascar - Rio 2 – Dschungelfieber - SpongeBob Schwammkopf 3D Lieblings-Actionheldin - Elliot Page - Evangeline Lilly - Halle Berry - Jennifer Lawrence - Scarlett Johansson - Zoë Saldaña Lieblings-Actionheld - Andrew Garfield - Channing Tatum - Chris Evans - Chris Pratt - Hugh Jackman - Liam Hemsworth |

### Musik
| Lieblings-Band - Coldplay - Fall Out Boy - Imagine Dragons - Maroon 5 - One Direction - OneRepublic Lieblings-Sängerin - Ariana Grande - Beyoncé - Katy Perry - Nicki Minaj - Selena Gomez - Taylor Swift Lieblings-Sänger - Blake Shelton - Bruno Mars - Justin Timberlake - Nick Jonas - Pharrell Williams - Sam Smith | Lieblingssong des Jahres - All About That Bass – Meghan Trainor - Bang Bang – Jessie J, Ariana Grande & Nicki Minaj - Dark Horse – Katy Perry - Fancy – Iggy Azalea feat. Charli XCX - Problem – Ariana Grande feat. Iggy Azalea - Shake It Off – Taylor Swift Lieblings-Newcomer - 5 Seconds of Summer - Echosmith - Fifth Harmony - Iggy Azalea - Jessie J - Meghan Trainor |

### Andere
| Lieblings-Buch - Gregs Tagebuch - Die Bestimmung - Das Schicksal ist ein mieser Verräter - Percy Jackson (Buchreihe) - Die Auserwählten – Im Labyrinth - Percy Jackson’s Greek Gods | Lieblings-Videospiel - Angry Birds: Transformers - Candy Crush Saga - Disney Infinity: Marvel Super Heroes - Mario Kart 8 - Minecraft - Skylanders: Trap Team |

### Deutschland, Österreich, Schweiz
Zusätzlich zu den US-amerikanischen Kategorien konnte im deutschsprachigen Raum für den Lieblingsstar und Lieblings-Videoblogger gestimmt werden. Diese Auszeichnungen wurde ebenfalls in Los Angeles vergeben.
| Lieblingsstar - Joko und Klaas - Mandy Capristo - Mario Götze - Revolverheld - Vanessa Melnikova | Lieblings-Videoblogger - BibisBeautyPalace - Dagi Bee - Die Lochis - Sami Slimani - Vanessa Melnikova - Julien Bam |